# Hauptintervention
Hauptintervention bezeichnet die prozessuale Situation, bei der ein Kläger und ein Beklagter über eine Sache oder ein Recht streiten, und ein Dritter in den Rechtsstreit eintritt, weil er glaubt, selbst Inhaber der strittigen Rechte bzw. Ansprüche zu sein.
Die Hauptintervention ist in § 64 ZPO geregelt und in der Praxis sehr selten, dennoch kann eine solche prozessuale Situation in bestimmten Konstellationen entstehen. Voraussetzung für eine Hauptintervention ist die Anhängigkeit des Hauptprozesses. Anders als der Nebenintervenient wird der Hauptintervenient durch seinen Beitritt Prozesspartei.
Nach § 65 ZPO kann der Hauptprozess auf Antrag einer Partei bis zur rechtskräftigen Entscheidung über die Hauptintervention ausgesetzt werden.